# 世界一體新聞台
世界一體新聞台（WION）是一家总部位于新德里的印度英语国际新闻频道，属ZEE电视台旗下。 该频道从印度的角度出發，报道全球新闻和时事。  WION之名則是World is One News的英文缩写。

## 历史
WION于2016年6月15日在互联网试播，并于同年8月15日正式于电视端播出。WION是印度第一个由私营广播机构所持有的英语国际新闻频道。
2022年9月，該電視台黃金時段主持人粕吉·沙爾馬·乌帕迪耶（Palki Sharma Upadhyay）宣布辭職，並在另一電視台News18 Network任職。

## 爭議

### 聘請涉性侵女性的記者遭員工抵制
2021年，該電視台聘請M·J·阿克巴（M. J. Akbar），一位被女性指控性侵犯的印度记者和政治人物，為電視台的編輯顧問。最後全印約150位記者發聯署要求該電視集團撤銷其職位。

### 散播假新聞遭尼泊爾政府禁播
2020年，印度佔領尼泊爾領土Lipulekh（利普莱赫），隨即該國電視台對尼泊爾散播大量不實言論。因散播大量假新聞，尼泊爾政府宣佈禁止世界一體新聞台落地播放，該電視台的真實性再受質疑。

### 散播親俄內容遭Youtube禁播
因在俄烏戰爭期間散播親俄內容，世界一體電視台於2022年3月22日被Youtube封鎖。對此，該電視台發起網絡行動，要求Youtube撤銷封鎖該電視台頻道的決定，最後礙於印度網民的壓力，Youtube于26日解封該電視台頻道。

### 禁前當家主播供職另一家電視台
在粕吉·沙爾馬·烏帕迪耶（Palki Sharma Upadhyay）宣布離職並籌組新電視節目後，滋新聞集團（Zee Media Corporation）11月在新德里法庭控訴粕吉「竊取公司機密資料」，並要求法庭禁止其供職於News18新聞網。唯法院拒絕其申請，認為沒有實際證據粕吉會使用機密資料籌組新電視節目。